# Konstantinovskij rajon (Oblast' dell'Amur)
Il Konstantinovskij rajon (in russo Константиновский район?) è un rajon dell'Oblast' di Amur, nella Russia asiatica con capoluogo Konstantinovka.

## Centri abitati
- Verchnjaja Poltavka
- Verchnij Urtuj
- Vojkovo
- Zen'kovka
- Zolotonožka
- Ključi
- Kovrižka
- Oktjabr'skoe
- Krestovozdviženka
- Nižnjaja Poltavka
- Novopetrovka
- Novotroickoe
- Orlovka
- Semidomka
- Srednjaja Poltavka
- Konstantinovka